# 田中和也
田中 和也（たなか かずや、1984年6月29日 - ）は、大阪府出身の競艇選手。登録番号4357。身長165cm。血液型A型。97期。大阪支部所属。妻に同じ競艇選手の原田佑実（登録番号4372）、同期に柳生泰二、土屋智則、西山貴浩らがいる。

## 来歴
- やまと競艇学校時代、リーグ戦勝率7.72（準優出5　優出8　第3戦・第5戦優勝）の成績を残して、卒業記念競走で優勝した。また、リーグ勝率第1位の高成績であった。
- 2005年11月4日、住之江競艇場でデビュー（6着）。11月7日、4日目1Rで初勝利（5走目）。翌8日には準優出（6着）した。
- 2010年7月13日、住之江競艇場での「G3新鋭リーグ第10戦 第46回ダイナミック敢闘旗」で初優勝（優出9回目）。